# Лехович, Владимир Андреевич
Владимир Андреевич Лехович (31 марта 1860 — 7 июня 1941, Париж, Франция) — русский генерал-лейтенант, последний начальник Главного артиллерийского управления до декабря 1917 года, участник Белого движения.

## Биография
Окончил Орловскую Бахтина военную гимназию (1877) и Михайловское артиллерийское училище (1880). Из училища вышел подпоручиком в лейб-гвардии 2-ю артиллерийскую бригаду.
В 1898 году окончил курс Офицерской артиллерийской школы. Командовал 3-й батареей в 1-й лейб-гвардии артиллерийской бригаде. Полковник. С 14 ноября 1902 года — командир 1-й батареи в той же бригаде, с 6 июня 1904 года — гвардейского стрелкового артиллерийского дивизиона, с 20 ноября 1904 — 22-й артиллерийской бригады, с 21 ноября 1907 — лейб-гвардии 2-й артиллерийской бригады.
Затем занимал высокие посты в Главном артиллерийском управлении (ГАУ): помощник начальника (с 14 ноября 1909), начальник отдела (с 11 ноября 1910), начальник административного отдела (с 28 сентября 1914), помощник начальника по учёту и снабжению армии предметами военного снаряжения (с 6 сентября 1915).
25 февраля 1917 года назначен помощником военного министра Беляева, но в должность вступить не успел. С 6 марта он занял пост начальника ГАУ и продолжал оставаться на нём до 2 декабря 1917 года, после чего уехал в Киев.
В 1919 году служил в управлении по артиллерийскому снабжению Добровольческой армии. 28 февраля 1920 года эвакуировался из Новороссийска в Сербию. В Сербии был председателем общества артиллеристов, членом Совета объединения офицерских организаций.
В 1924 году уехал в США к дочери. Жил в Нью-Йорке до марта 1929 года. Был начальником отдела РОВСа в Нью-Йорке, а также стоял во главе Общегвардейского объединения. Состоял почётным членом правления Зарубежного союза русских военных инвалидов и был инициатором и организатором проведения «Дней Русского инвалида» в США.
С марта 1929 года — в Париже. В июле 1934 года после смерти генерала A. M. Кауфмана-Туркестанского стал председателем Гвардейского объединения. С 1931 года жил в Русском доме в Сент-Женевьев-де-Буа. Похоронен на кладбище Сент-Женевьев-де-Буа.

## Семья
Жена — Людмила Борисовна (урождённая Похвиснёва, 1864—5.04.1955). Дети: Ольга (в браке Головастая), Андрей (1897—1920), Дмитрий (1901—1995).

## Награды
- Орден Белого орла (22 марта 1915 года),
- Ордена Святого Владимира 2-й степени (6 декабря 1914 года),
- Ордена Святой Анны 1-й степени (6 декабря 1913 года),
- Ордена Святого Станислава 1-й степени (6 декабря 1909 года),
- Ордена Святого Владимира 3-й степени (6 декабря 1901 года),
- Ордена Святого Владимира 4-й степени (6 декабря 1898 года),
- Ордена Святой Анны 2-й степени (6 декабря 1895 года),
- Ордена Святого Станислава 2-й степени (30 августа 1893 года),
- Ордена Святой Анны 3-й степени (30 августа 1890 года),
- Ордена Святого Станислава 3-й степени (30 августа 1887 года),
- Орден Почётного легиона (Франция),
- Орден Двойного Дракона II степени 3-го класса (Китай, 8 мая 1911 года).